# Honeywell
Honeywell is een multinational uit de Verenigde Staten die onder andere elektronische controlesystemen en automatiseringssystemen produceert. Het is ook een belangrijke leverancier van elektronische vliegtuigsystemen voor Airbus, Boeing en NASA. 
Honeywell heeft zijn hoofdkantoor in Morristown, New Jersey. In 2023 telde het bedrijf 95.000 medewerkers waarvan zo'n 33.000 in de Verenigde Staten.

## Geschiedenis

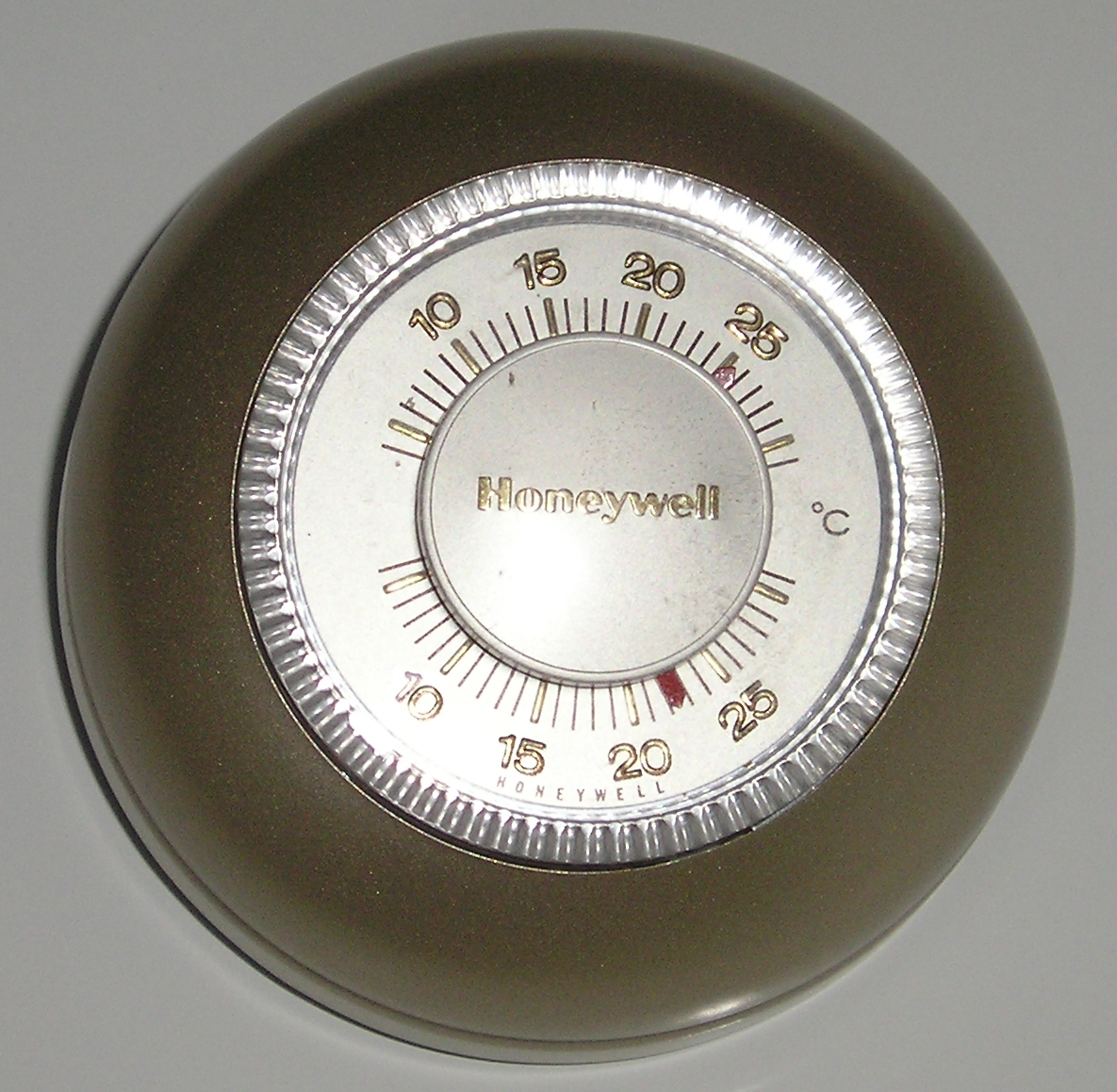
Honeywell thermostaat voor centrale verwarming

### Voorlopers

#### Minneapolis Heat Regulator Company
In 23 april 1886 richtte Albert Butz Butz Thermo-Electric Regulator Co. op. Hij had de thermostaat uitgevonden en gepatenteerd. Consolidated Temperature Controlling Co. kocht het bedrijf op en hernoemde zichzelf in 1893 tot Electric Heat Regulator Co.. In 1898 werd dat bedrijf overgenomen door W. R. Sweatt die in 1916 de naam veranderde in Minneapolis Heat Regulator Company en het productgamma uitbreidde met onder andere elektrische motoren.

#### Honeywell Heating Specialties Company
In 1905 installeerde Mark C. Honeywell, een jonge ingenieur, een centrale verwarming in zijn huis. Het idee van een centrale verwarming met warm water kwam uit Engeland, maar mogelijk was Honeywell's systeem de eerste centrale verwarming in Amerika. In 1906 richtte hij vanuit zijn loodgieter- en verwarmingsbedrijf Honeywell Heating Specialties Company op dat thermostaten en controle-elementen voor verwarmingssystemen ging produceren.

### Na de fusie
In 1927 waren beide genoemde bedrijven concurrenten van elkaar geworden en belemmerden de patenten die ze elk bezaten elkaars verdere groei. Er werd besloten tot een fusie. Het nieuwe bedrijf heette Minneapolis-Honeywell Regulator Co. en had in 1928 een omzet van US$ 5,25 miljoen (€ 4,1 miljoen). Mark C. Honeywell werd directeur en W. R. Sweatt werd voorzitter van het fusiebedrijf.
Met een reeks van overnames begon het bedrijf te groeien. Eind 1934 werd Brown Instruments Company, een belangrijke producent van industriële controlesystemen, overgenomen. In 1945 steeg de omzet boven de US$ 100 miljoen (€ 79 miljoen) en had het bedrijf al meer dan 17.000 werknemers. Intussen waren ook internationaal vestigingen opgericht. Eerst in Canada en Nederland in 1934, en later ook in onder andere Chili, Panama, Nieuw-Zeeland en Argentinië. In 1955 bouwde het bedrijf in een joint venture met Raytheon Corporation ook haar eerste computer.
In 1963 werd de naam van het bedrijf veranderd in het huidige Honeywell. In de volgende jaren bleef Honeywell overnames doen en aldus groeien in de sectoren die hieronder vernoemd worden. Midden 1991 werd het bedrijf geherstructureerd om de marges en de productiviteit te verhogen en de concurrentiepositie als multinational te verstevigen.
In 1999 nam AlliedSignal, een Amerikaans lucht- en ruimtevaart-, automobiel en technologiebedrijf, Honeywell over voor US$ 14 miljard. Omdat AlliedSignal uit vele bedrijven met verschillende namen bestond, koos het bedrijf ervoor om de naamsbekendheid van Honeywell te gebruiken, het nieuwe bedrijf met al zijn activiteiten kreeg de naam Honeywell.
In 2001 probeerde General Electric Honeywell over te nemen voor zo'n US$ 40 miljard (€ 31,5 miljard). Die operatie werd goedgekeurd door de Amerikaanse mededingingsautoriteiten, maar door het Europese Directoraat-Generaal Mededinging geblokkeerd. Door de fusie zouden beide bedrijven producten kunnen bundelen en een monopoliepositie in de vliegtuigindustrie krijgen, met de besturingssystemen van Honeywell en de vliegtuigmotoren van General Electric. Aan de voorwaarde om de helikopter divisie te verkopen wilde GE niet voldoen en de fusie werd afgeblazen.
Honeywell heeft in oktober 2018 het bedrijfsonderdeel 'Homes and Distribution' verzelfstandigd. Het nieuwe bedrijf kreeg de naam Resideo Technologies, Inc. en is beursgenoteerd. Resideo zet de productie van consumentenproducten voort zoals thermostaten en apparatuur voor de kwaliteit en vochtigheid in woonhuizen. Het bedrijf distribueert ook beveiligings-, brand- en laagspanningsproducten. Resideo telt momenteel wereldwijd meer dan 15.000 werknemers en heeft in meer dan 150 miljoen huishoudens haar producten.
In juni 2024 werd de overname van CAES Systems aangekondigd. Dit bedrijf is actief op het gebied van elektronische oplossingen voor de Amerikaanse defensie- en luchtvaartindustrie. Er werken zo'n 2200 mensen bij het bedrijf en Honeywell betaalt US$ 1,9 miljard om alle aandelen in handen te krijgen.

## Activiteiten
In 2023 had Honeywell een omzet van 39 miljard dollar, waarvan 35% werd behaald in de divisie Aerospace en 30% bij Performance Materials and Technologies. Iets meer dan de helft van de omzet wordt buiten de Verenigde Staten behaald. Per jaar geeft het bedrijf zo'n 5% van de omzet uit aan R&D.

### Divisies

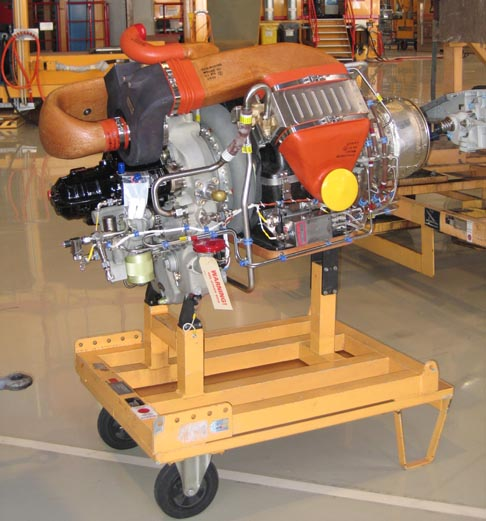
APIC-Honeywell hulpmotor van een Airbus A320

Honeywell bestaat uit vier divisies:
- Aerospace: Honeywell is wereldwijd een belangrijke leverancier van motoren, vliegtuigelektronica, landingsgestellen, klimaatcontrolesystemen en motorregelsystemen voor de lucht- en ruimtevaart.
- Honeywell Building Technologies: Deze divisie levert producten, programmatuur, oplossingen en technologieën voor onroerend goed zodat deze veilig, energiezuinig, duurzaam en productief gebruikt kunnen worden.
- Performance Materials and Technologies is een divisie bestaande uit onder andere UOP (ontwikkelaar en licentiehouder van procestechnologie en fabrikant van catalists adsorbents en andere speciale chemicaliën), Fluorine products, Resins & Chemicals, Specialty Products (o.a. zeer sterke vezels voor industriële en militaire toepassingen), Electronic Materials (producten voor de halfgeleiderindustrie).
- Safety and Productivity Solutions is actief op het gebied van Industrial Control (procesautomatisering voor de (petro)chemische industrie, olie&gas, energieopwekking, papierindustrie, tankterminals) Sensing & Control (sensoren en schakelaars voor apparaten, machines en automobielen) en Life Safety (detectoren voor gas, rook, vuur).

### Landen

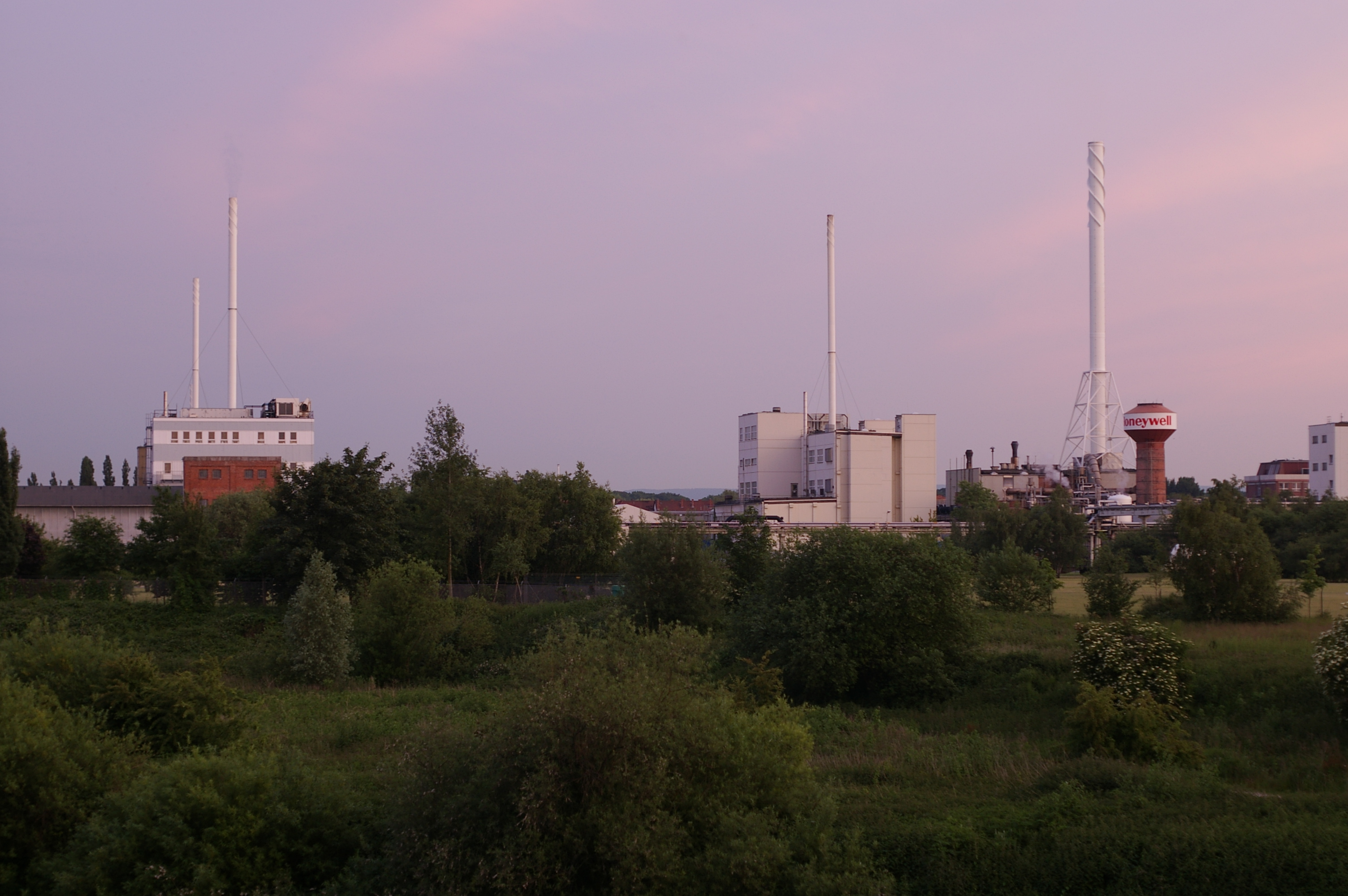
Honeywell site in Seelze, Duitsland

Honeywell is wereldwijd actief in circa 100 landen. 

#### Noord en Zuid-Amerika
De Verenigde Staten is de thuismarkt voor het bedrijf. Honeywells site in Mexico, geopend in 1947, was de eerste aanwezigheid in Latijns-Amerika. Vandaag opereert het bedrijf in 10 landen in de regio, zijnde Argentinië, Brazilië, Chili, Colombia, Ecuador, Mexico, Peru, Puerto Rico, Trinidad en Tobago en Venezuela. In Brazilië en Mexico bevinden zich belangrijke productiesites. Honeywell stelt 69.000 mensen tewerk in de regio. Het regionale hoofdkantoor voor Latijns-Amerika bevindt zich in Sunrise, Florida.

#### Azië en Oceanië
Honeywells activiteiten in Azië begonnen in de jaren 30. Eerst in Japan en vandaag in 13 landen in de regio. In 1962 werd in Australië de eerste site in Oceanië opgestart. Honeywell heeft een 30.000 werknemers in Azië-Oceanië. Het regionale hoofdkantoor ligt in Singapore. In Australië, China, India, Japan, Singapore, Taiwan en Zuid-Korea bevinden zich belangrijke productiesites.

#### Europa, Midden-Oosten en Afrika
Honeywells eerste Europese aanwezigheid was in 1934 in Nederland. Veel landen volgden in Europa-Midden-Oosten-Afrika met belangrijke productiesites in de Benelux, Duitsland, Frankrijk, Ierland, Italië, Spanje en het Verenigd Koninkrijk. Het regionale hoofdkantoor ligt in Brussel. In deze regio werken zo'n 32.000 mensen voor het bedrijf.